# Jeff Bagwell
Jeffrey Robert Bagwell (ur. 27 maja 1968) – amerykański baseballista, który występował na pozycji pierwszobazowego przez 15 sezonów w Major League Baseball.

## Przebieg kariery
Bagwell studiował na University of Hartford, gdzie w latach 1987–1989 występował w drużynie uniwersyteckiej Hartford Hawks. W czerwcu 1989 został wybrany w czwartej rundzie draftu przez Boston Red Sox, ale występował jedynie w klubach farmerskich tego zespołu. W sierpniu 1990 podpisał kontrakt z Houston Astros.
W MLB zadebiutował 8 kwietnia 1991 w meczu przeciwko Cincinnati Reds.
W sezonie 1991 został wybrany najlepszym debiutantem, zaś trzy lata później mając między innymi najlepszy w lidze slugging percentage (0,750) i drugą w lidze średnią uderzeń (0,368), a także zwyciężając w klasyfikacji pod względem zdobytych runów (104) i zaliczonych RBI (116), otrzymał nagrodę MVP National League. W 1994 wystąpił po raz pierwszy w karierze w Meczu Gwiazd.
W latach 1996–2003 w każdym z sezonów zdobywał 30 lub więcej home runów. W sezonie 1999 wstąpił do Klubu 30–30, zdobywając 42 home runy i 30 skradzionych baz. W 2005 wystąpił w World Series, gdzie Astros ulegli Chicago White Sox w czterech meczach.
W 2006 zakończył karierę z powodu zapalenia stawu barkowego. Podczas występów w Houston Astros ustanowił kilkanaście klubowych rekordów. W sezonie 2010 był trenerem pałkarzy w zespole Houston Astros.
W styczniu 2017 został uhonorowany członkostwem w Baseball Hall of Fame.

## Nagrody i wyróżnienia
| Nagroda/wyróżnienie          | Lata                   | Źródło |
| MVP National League          | 1994                   | [ 6 ]  |
| 4× All-Star                  | 1994, 1996, 1997, 1999 | [ 4 ]  |
| Gold Glove Award             | 1994                   | [ 4 ]  |
| 3× Silver Slugger Award      | 1994, 1997, 1999       | [ 4 ]  |
| NL Rookie of the Year Award  | 1991                   | [ 4 ]  |
| Baseball Hall of Fame        | od 2017                | [ 11 ] |
| # 5 zastrzeżony przez Astros | 2007                   | [ 12 ] |

## Statystyki
Legenda
- S – serie w postseason (NLDS – National League Division Series, NLCS – National League Championship Series, WS – World Series)
- Przec. – przeciwnik w postseason
- M – rozegrane mecze przez zawodnika
- W – wygrana zespołu w postseason
- L – przegrana zespołu w postseason

Sezon zasadniczy
| Sezon              | Klub               | M    | PA   | AB   | R    | H    | 2B  | 3B | HR  | RBI  | SB  | CS | BB   | SO   | BA    | OBP   | SLG   | OPS   |
| ------------------ | ------------------ | ---- | ---- | ---- | ---- | ---- | --- | -- | --- | ---- | --- | -- | ---- | ---- | ----- | ----- | ----- | ----- |
| 1991               | HOU                | 156  | 650  | 554  | 79   | 163  | 26  | 4  | 15  | 82   | 7   | 4  | 75   | 116  | 0,294 | 0,387 | 0,437 | 0,824 |
| 1992               | HOU                | 162  | 697  | 586  | 87   | 160  | 34  | 6  | 18  | 96   | 10  | 6  | 84   | 97   | 0,273 | 0,368 | 0,444 | 0,812 |
| 1993               | HOU                | 142  | 609  | 535  | 76   | 171  | 37  | 4  | 20  | 88   | 13  | 4  | 62   | 73   | 0,320 | 0,388 | 0,516 | 0,903 |
| 1994               | HOU                | 110  | 479  | 400  | 104  | 147  | 32  | 2  | 39  | 116  | 15  | 4  | 65   | 65   | 0,368 | 0,451 | 0,750 | 1,201 |
| 1995               | HOU                | 114  | 539  | 448  | 88   | 130  | 29  | 0  | 21  | 87   | 12  | 5  | 79   | 102  | 0,290 | 0,399 | 0,496 | 0,894 |
| 1996               | HOU                | 162  | 719  | 568  | 111  | 179  | 48  | 2  | 31  | 120  | 21  | 7  | 135  | 114  | 0,315 | 0,451 | 0,570 | 1,021 |
| 1997               | HOU                | 162  | 717  | 566  | 109  | 162  | 40  | 2  | 43  | 135  | 31  | 10 | 127  | 122  | 0,286 | 0,425 | 0,592 | 1,017 |
| 1998               | HOU                | 147  | 661  | 540  | 124  | 164  | 33  | 1  | 34  | 111  | 19  | 7  | 109  | 90   | 0,304 | 0,424 | 0,557 | 0,981 |
| 1999               | HOU                | 162  | 729  | 562  | 143  | 171  | 35  | 0  | 42  | 126  | 30  | 11 | 149  | 127  | 0,304 | 0,454 | 0,591 | 1,045 |
| 2000               | HOU                | 159  | 719  | 590  | 152  | 183  | 37  | 1  | 47  | 132  | 9   | 6  | 107  | 116  | 0,310 | 0,424 | 0,615 | 1,039 |
| 2001               | HOU                | 161  | 717  | 600  | 126  | 173  | 43  | 4  | 39  | 130  | 11  | 3  | 106  | 135  | 0,288 | 0,397 | 0,568 | 0,966 |
| 2002               | HOU                | 158  | 691  | 571  | 94   | 166  | 33  | 2  | 31  | 98   | 7   | 3  | 101  | 130  | 0,291 | 0,401 | 0,518 | 0,919 |
| 2003               | HOU                | 160  | 702  | 605  | 109  | 168  | 28  | 2  | 39  | 100  | 11  | 4  | 88   | 119  | 0,278 | 0,373 | 0,524 | 0,897 |
| 2004               | HOU                | 156  | 679  | 572  | 104  | 152  | 29  | 2  | 27  | 89   | 6   | 4  | 96   | 131  | 0,266 | 0,377 | 0,465 | 0,842 |
| 2005               | HOU                | 39   | 123  | 100  | 11   | 25   | 4   | 0  | 3   | 19   | 0   | 0  | 18   | 21   | 0,250 | 0,358 | 0,380 | 0,738 |
| Łącznie w karierze | Łącznie w karierze | 2150 | 9431 | 7797 | 1517 | 2314 | 488 | 32 | 449 | 1529 | 202 | 78 | 1401 | 1558 | 0,297 | 0,408 | 0,540 | 0,948 |

- Czcionką pogrubioną zaznaczono najlepszy wynik w lidze spośród wszystkich zawodników

Postseason
| Sezon              | Klub               | S                  | Przec.             | Wynik              | M  | PA  | AB  | R  | H  | 2B | 3B | HR | RBI | SB | CS | BB | SO | BA    | OBP   | SLG   | OPS   |
| ------------------ | ------------------ | ------------------ | ------------------ | ------------------ | -- | --- | --- | -- | -- | -- | -- | -- | --- | -- | -- | -- | -- | ----- | ----- | ----- | ----- |
| 1997               | HOU                | NLDS               | ATL                | L                  | 3  | 13  | 12  | 0  | 1  | 0  | 0  | 0  | 0   | 0  | 0  | 1  | 5  | 0,083 | 0,154 | 0,083 | 0,237 |
| 1998               | HOU                | NLDS               | SDP                | L                  | 4  | 16  | 14  | 0  | 2  | 0  | 0  | 0  | 4   | 0  | 0  | 1  | 6  | 0,143 | 0,250 | 0,143 | 0,393 |
| 1999               | HOU                | NLDS               | ATL                | L                  | 4  | 19  | 13  | 3  | 2  | 0  | 0  | 0  | 0   | 0  | 0  | 5  | 4  | 0,154 | 0,421 | 0,154 | 0,575 |
| 2001               | HOU                | NLDS               | ATL                | L                  | 3  | 12  | 7   | 0  | 3  | 0  | 0  | 0  | 0   | 0  | 1  | 5  | 1  | 0,429 | 0,667 | 0,429 | 1,095 |
| 2004               | HOU                | NLDS               | ATL                | W                  | 5  | 25  | 22  | 5  | 7  | 2  | 0  | 2  | 5   | 0  | 0  | 3  | 3  | 0,318 | 0,400 | 0,682 | 1,082 |
| 2004               | HOU                | NLCS               | STL                | L                  | 7  | 31  | 27  | 1  | 7  | 2  | 0  | 0  | 3   | 1  | 1  | 4  | 5  | 0,259 | 0,355 | 0,333 | 0,688 |
| 2005               | HOU                | NLDS               | ATL                | W                  | 2  | 2   | 2   | 1  | 1  | 0  | 0  | 0  | 1   | 0  | 0  | 0  | 0  | 0,500 | 0,500 | 0,500 | 1,000 |
| 2005               | HOU                | NLCS               | STL                | W                  | 1  | 1   | 1   | 0  | 0  | 0  | 0  | 0  | 0   | 0  | 0  | 0  | 0  | 0,000 | 0,000 | 0,000 | 0,000 |
| 2005               | HOU                | WS                 | CHW                | L                  | 4  | 10  | 8   | 1  | 1  | 0  | 0  | 0  | 0   | 0  | 0  | 0  | 1  | 0,125 | 0,300 | 0,125 | 0,425 |
| Łącznie w karierze | Łącznie w karierze | Łącznie w karierze | Łącznie w karierze | Łącznie w karierze | 33 | 129 | 106 | 11 | 24 | 4  | 0  | 2  | 13  | 1  | 2  | 19 | 25 | 0,226 | 0,364 | 0,321 | 0,685 |